# Celama confusalis
Celama confusalis is een vlinder uit de familie van de visstaartjes (Nolidae). De wetenschappelijke naam van de soort is voor het eerst geldig gepubliceerd in 1845 door Herrich-Schäffer.